# Hemifaorina
Hemifaorina is een geslacht van uitgestorven zee-egels uit de familie Schizasteridae.

## Verspreiding en leefgebied
Vertegenwoordigers van dit geslacht leefden tijdens het Laat-Mioceen in Timor.